# Ken Davitian
Kenneth Davitian (in armeno:  Գեղամ Դավթյան, Geğam Davt'yan), detto Ken (Los Angeles, 19 giugno 1953), è un attore statunitense di origine armena.

## Biografia
È noto soprattutto per il suo ruolo di Azamat Bagatov, socio di Borat Sagdiyev nel film Borat - Studio culturale sull'America a beneficio della gloriosa nazione del Kazakistan, dove parla in armeno. Ha preso parte ad altri film, come 3ciento - Chi l'ha duro... la vince, e serie televisive come Chuck.

## Filmografia parziale
- Il silenzio dei prosciutti (1994)
- Il risolutore (2003)
- S.W.A.T. - Squadra speciale anticrimine (2003)
- Borat - Studio culturale sull'America a beneficio della gloriosa nazione del Kazakistan (2006)
- 3ciento - Chi l'ha duro... la vince (2008)
- Agente Smart - Casino totale (2008)
- Una notte in giallo (Walk of Shame), regia di Steven Brill (2014)
- C'era una volta a Los Angeles (Once Upon a Time in Venice), regia di Mark Cullen e Robb Cullen (2017)
- Cobra Kai - serie TV (2018-in corso)

## Doppiatori italiani
Nelle versioni in italiano delle opere in cui ha recitato, Ken Davitian è stato doppiato da:
- Giorgio Lopez in 3ciento - Chi l'ha duro... la vince
- Emidio La Vella in Due uomini e mezzo
- Wladimiro Grana in The Closer
- Stefano Mondini in C'era una volta a Los Angeles
- Cesare Rasini in Cobra Kai
- Pino Ammendola in NCIS: Los Angeles